# Sanda Tomaová
Sanda Tomaová (později provdána jako Urichianuová; 24. února 1956, Ștefănești) je bývalá rumunská veslařka. Na olympijských hrách v Moskvě roku 1980 vyhrála závod ve skifu. Šlo o první olympijský titul v historii rumunského veslování. Ve skifu je rovněž dvojnásobnou mistryní světa, z let 1979 a 1981. Třikrát po sobě byla zvolena rumunským Sportovcem roku (1979, 1980, 1981). V mládí se věnovala házené a atletice (skok do výšky a vrh koulí). Během sportovní kariéry vystudovala tělesnou výchovu na univerzitě v Temešváru. Po skončení závodní činnosti se věnovala nejprve rodině a posléze se stala vyučující na Bukurešťské vojenské akademii a poté na Bukurešťské ekologické univerzitě.